# Tristaniopsis guillainii
Tristaniopsis guillainii är en myrtenväxtart som beskrevs av Eugène Vieillard, Adolphe-Théodore Brongniart och Jean Antoine Arthur Gris. Tristaniopsis guillainii ingår i släktet Tristaniopsis och familjen myrtenväxter.
Artens utbredningsområde är Nya Kaledonien.

## Underarter
Arten delas in i följande underarter:
- T. g. balansana
- T. g. guillainii